# Campionati italiani primaverili di nuoto 1990
I Campionati italiani primaverili di nuoto 1990 si sono svolti a Firenze dal 22 al 25 marzo. È stata utilizzata la vasca da 50 metri.

## Podi

### Uomini
| Evento               | Oro | Tempo    | Argento | Tempo    | Bronzo | Tempo    |
| Stile libero         | |          | |          | |          |
| 50 m                 | Giorgio Lamberti | 23"54    | Alessandro Cecchini                                                                                         | 23"58    | Roberto Gleria                                                                                            | 23"70    |
| 100 m                | Giorgio Lamberti | 49"92    | Alessandro Ciucci                                                                                           | 51"17    | Roberto Gleria                                                                                            | 51"50    |
| 200 m                | Giorgio Lamberti | 1'48"38  | Massimo Trevisan                                                                                            | 1'49"83  | Roberto Gleria                                                                                            | 1'50"89  |
| 400 m                | Massimo Trevisan | 3'53"44  | Emanuele Idini                                                                                              | 3'57"14  | Roberto Gleria                                                                                            | 3'59"55  |
| 1500 m               | Massimo Trevisan | 15'27"25 | Massimiliano Bensi                                                                                          | 15'33"17 | Davide Giacchino                                                                                          | 15'47"25 |
| Dorso                | |          | |          | |          |
| 100 m                | Stefano Battistelli | 56"84    | Luca Bianchin                                                                                               | 58"45    | Roberto Cassio                                                                                            | 58"73    |
| 200 m                | Stefano Battistelli | 2'00"41  | Luca Bianchin                                                                                               | 2'02"79  | Roberto Cassio                                                                                            | 2'05"32  |
| Rana                 | |          | |          | |          |
| 100 m                | Gianni Minervini | 1'02"30  | Francesco Postiglione                                                                                       | 1'03"08  | Massimiliano Cagelli                                                                                      | 1'05"41  |
| 200 m                | Francesco Postiglione | 2'17"60  | Massimiliano Cagelli                                                                                        | 2'22"10  | Fabio Fusi                                                                                                | 2'22"45  |
| Farfalla             | |          | |          | |          |
| 100 m                | Leonardo Michelotti | 55"61    | Marco Braida                                                                                                | 55"67    | Lorenzo Benucci                                                                                           | 56"74    |
| 200 m                | Marco Braida | 2'01"21  | Luca Sacchi                                                                                                 | 2'02"78  | Dimitri Ricci                                                                                             | 2'05"07  |
| Misti                | |          | |          | |          |
| 200 m                | Luca Sacchi | 2'03"35  | Leonardo Benucci                                                                                            | 2'05"88  | Roberto Cassio                                                                                            | 2'09"37  |
| 400 m                | Stefano Battistelli | 4'20"22  | Luca Sacchi                                                                                                 | 4'22"88  | Roberto Cassio                                                                                            | 4'28"08  |
| Staffette            | |          | |          | |          |
| 4x100 m stile libero | Sisport Fiat Alessandro Cecchini 53"44 Andrea Cerruti 51"82 Pavan 52"56 Mauro Rodella 52"96                                    | 3'30"78  | Centro Sportivo Carabinieri                                                                                 | 3'30"93  | Gruppo Nuoto Fiamme Gialle                                                                                | 3'31"12  |
| 4x200 m stile libero | Centro Sportivo Carabinieri Simone Nannucci 1'54"93 Dario Taraboi 1'56"48 Carlo Borgato 1'57"54 Massimo Trevisan 1'52"56       | 7'41"51  | DDS | 7'44"03  | Gruppo Nuoto Fiamme Gialle                                                                                | 7'45"13  |
| 4x100 m mista        | Gruppo Nuoto Fiamme Gialle Roberto Cassio 59"32 Massimiliano Cagelli 1'03"63 Fabrizio Imperatore 57"25 Alessandro Ciucci 51"00 | 3'51"20  | Leonessa Nuoto Roberto Gleria 59"99 Albero Montini 1'06"96 Leonardo Michelotti 55"84 Giorgio Lamberti 48"78 | 3'51"57  | Aurelia Nuoto Andrea Palloni 1'01"34 Gianni Minervini 1'02"19 Luca Belfiore 56"54 Massimo De Santis 52"72 | 3'52"79  |

### Donne
| Evento               | Oro | Tempo   | Argento                                                                                           | Tempo   | Bronzo                                                                                           | Tempo   |
| Stile libero         | |         |                                                                                                   |         |                                                                                                  |         |
| 50 m                 | Viviana Susin                                                                                            | 26"90   | Ilaria Sciorelli                                                                                  | 26"93   | Laura Spinadin                                                                                   | 27"14   |
| 100 m                | Laura Spinadin                                                                                           | 58"42   | Ilaria Sciorelli                                                                                  | 58"46   | Viviana Susin                                                                                    | 58"58   |
| 200 m                | Manuela Melchiorri                                                                                       | 2'04"32 | Tanya Vannini                                                                                     | 2'04"50 | Caterina Borgato                                                                                 | 2'05"83 |
| 400 m                | Manuela Melchiorri                                                                                       | 4'14"90 | Tanya Vannini                                                                                     | 4'15"04 | Cristina Sossi                                                                                   | 4'20"75 |
| 800 m                | Manuela Melchiorri                                                                                       | 8'41"49 | Cristina Sossi                                                                                    | 8'50"31 | Giuliana Fiscon                                                                                  | 8'52"15 |
| Dorso                | |         |                                                                                                   |         |                                                                                                  |         |
| 100 m                | Lorenza Vigarani                                                                                         | 1'04"12 | Barbara Scaini                                                                                    | 1'05"53 | Lara Bianconi                                                                                    | 1'05"50 |
| 200 m                | Lorenza Vigarani                                                                                         | 2'17"81 | Laura Savarino                                                                                    | 2'19"66 | Francesca Salvalajo                                                                              | 2'19"75 |
| Rana                 | |         |                                                                                                   |         |                                                                                                  |         |
| 100 m                | Manuela Dalla Valle                                                                                      | 1'11"34 | Rossella Pescatori                                                                                | 1'13"71 | Elena Donati                                                                                     | 1'14"86 |
| 200 m                | Annalisa Nisiro                                                                                          | 2'33"10 | Manuela Dalla Valle                                                                               | 2'34"43 | Cristiana Giordano                                                                               | 2'38"82 |
| Farfalla             | |         |                                                                                                   |         |                                                                                                  |         |
| 100 m                | Ilaria Tocchini                                                                                          | 1'01"9  | Manuela Carosi                                                                                    | 1'03"13 | Paola Bartolini                                                                                  | 1'04"62 |
| 200 m                | Ilaria Tocchini                                                                                          | 2'16"40 | Manuela Melchiorri                                                                                | 2'17"63 | Stefania Lanzillotta                                                                             | 2'19"69 |
| Misti                | |         |                                                                                                   |         |                                                                                                  |         |
| 200 m                | Roberta Felotti                                                                                          | 2'20"42 | Lara Bianconi                                                                                     | 2'21"17 | Manuela Dalla Valle                                                                              | 2'21"94 |
| 400 m                | Roberta Felotti                                                                                          | 4'51"85 | Annalisa Nisiro                                                                                   | 4'54"65 | Lara Bianconi                                                                                    | 4'59"01 |
| Staffette            | |         |                                                                                                   |         |                                                                                                  |         |
| 4x100 m stile libero | De Gregorio Silvia Persi 58"21 Viviana Susin 57"99 Sabrina Torricella 1'00"50 Roberta Crescentini 59"82  | 3'56"65 | Rari Nantes Calpeda                                                                               | 3'59"80 | Aurelia Nuoto                                                                                    | 3'59"87 |
| 4x200 m stile libero | Rari Nantes Calpeda Elena Patto 2'09"76 Massa 2'08"14 Giovanna Scarabel 2'08'38 Caterina Borgato 2'06"44 | 8'32"72 | Sa-Fa Torino                                                                                      | 8'41"04 | Fiorentina Nuoto                                                                                 | 8'42"19 |
| 4x100 m mista        | Sa-Fa Torino Laura Savarino 1'06"65 Cristiana Giordano Marta Passarello Ilaria Sciorelli 57"53           | 4'25"40 | Lazio Nuoto Caccia 1'08"53 Laura Molinari 1'16"11 Manuela Carosi 1'02"39 Manuela Melchiorri 58"82 | 4'25"85 | Livorno Nuoto Lara Bianconi 1'05"78 Colombini 1'18"99 Ilaria Tocchini 1'01"52 Quaglerini 1'01"34 | 4'27"63 |

### Classifiche per società

#### Maschile
| Pos.    | Società | Pti |
| ------- | ------- | --- |
| Oro     |         |     |
| Argento |         |     |
| Bronzo  |         |     |
| 4.      |         |     |
| 5.      |         |     |
| 6.      |         |     |
| 7.      |         |     |
| 8.      |         |     |
| 9.      |         |     |
| 10.     |         |     |

#### Femminile
| Pos.    | Società | Pti |
| ------- | ------- | --- |
| Oro     |         |     |
| Argento |         |     |
| Bronzo  |         |     |
| 4.      |         |     |
| 5.      |         |     |
| 6.      |         |     |
| 7.      |         |     |
| 8.      |         |     |
| 9.      |         |     |
| 10.     |         |     |